# John Tyndall
John Tyndall (Leighlinbridge, 2. kolovoza 1820. – Hindhead, 4. prosinca 1893.), irski fizičar. Studirao eksperimentalnu fiziku na Sveučilištu u Marburgu u Njemačkoj (od 1848. do 1850.). Godine 1853. izabran je za profesora filozofije prirode na Royal Institution u Londonu. Bavio se magnetskim i dijamagnetskim svojstvima kristala (od 1850. do 1856.), a od 1859. proučavao je plinove i raspršenje svjetlosti atmosferskim aerosolima (Tyndallov učinak). Otkrio je da u Zemljinoj atmosferi vodena para apsorbira najviše infracrvenoga zračenja te je dokazao postojanje stakleničkog učinka. Pokazao je da je plava boja neba rezultat raspršenja svjetlosti na molekulama atmosfere. Izumio je sustav za mjerenje količine ugljičnoga dioksida u uzorku izdahnutoga ljudskog daha koji se koristio u bolnicama za praćenje pacijenata pod anestezijom. Napisao je 16 knjiga i 145 znanstvenih radova. Bio je član Kraljevskog društva od 1852.

## Doprinosi

### Tyndallovo raspršenje
Tyndallov učinak, Tyndallov efekt ili Tyndallovo raspršenje je raspršivanje svjetlosti na česticama koloida (suspenzija). Ta se pojava može vidjeti kad u tamnu sobu kroz rupicu uđe zraka svjetlosti. U snopu se vidi svjetlucanje pojedinih čestica prašine koloidnih dimenzija. Ako se kroz koloidnu otopinu koja se nalazi u staklenoj posudi s ravnim paralelnim stijenkama propusti snop zraka svjetlosti i koloidna otopina promatra sa strane, zapaža se svjetlosni stožac (konus) koji se naziva Tyndallov konus. Za razliku od koloidnih otopina koje pokazuju Tyndallov konus ili Tyndallov učinak, prave otopine (molekulske i ionske) ne pokazuju tu pojavu i zato se zovu "optički prazne otopine".
Tyndallov učinak je dobio ime po irskom fizičaru iz 19. stoljeća Johnu Tyndallu. Tyndallovo raspršenje je slično Rayleighovom raspršenju, koje uzrokuje plavu nijansu neba u toku dana, i crvenu boju Sunca kod zalaska. Kod Tyndallovog učinka zrake svjetlosti veće valne duljine (na primjer crvena) prolaze, dok zrake svjetlosti manje valne duljine (na primjer plava) se raspršuju. Zbog toga se Tyndallov učinak ostvaruje kada su pojedine čestice veličine od 40 do 900 nanometara (valna duljina vidljive svjetlosti je od 400 do 750 nanometara). Tyndallov učinak se koristi kod ispitivanja čestica aerosola i ostalih koloidnih čestica (ultramikroskop, nefelometar i turbidimetar).

### Dijamagnetizam
Dijamagnetizam je svojstvo mnogih kemijskih elemenata (na primjer zlata, srebra, cinka, silicija, fosfora, vodika, plemenitih plinova) i većine organskih spojeva, koje obilježava slaba magnetska permeabilnost. To su dijamagnetici, njihova je relativna magnetska permeabilnost manja od 1 i gotovo ne ovisi o temperaturi. Kod tih se tvari vanjsko magnetsko polje neutralizira poljem koje stvara kružno gibanje elektrona, takozvana Larmorova precesija (Joseph Larmor), pa je zbog toga gustoća magnetskoga toka zapravo manja od gustoće toka u vanjskome magnetskome polju. Anomalni dijamagnetici, na primjer grafit i bizmut, imaju većinu svojstava dijamagnetičnih tvari, ali im je magnetska permeabilnost 10 do 100 puta veća od permeabilnosti ostalih dijamagnetika i na niskim temperaturama ovisi o temperaturi. Kod svih dijamagnetičnih tvari magnetsko polje prolazi gotovo nedeformirano (strogo uzevši samo za magnetsku permeabilnost 1), pa se te tvari u makroskopskim uvjetima očituju kao "nemagnetične" (ne privlači ih magnet). Dijamagnetska svojstva pokazuju i tvari kod kojih se javlja supravodljivost.

### Staklenički učinak
Staklenički efekt, staklenički učinak, efekt staklenika ili učinak staklenika je zagrijavanje Zemljine površine i donjih slojeva Zemljine atmosfere selektivnim propuštanjem toplinskog zračenja: atmosfera propušta velik postotak vidljive Sunčeve svjetlosti koja zagrijava Zemlju, a dio te energije reemitira se u obliku dugovalnoga toplinskog zračenja natrag u atmosferu. Najveći dio te energije upija (apsorbira) se u atmosferi molekulama vodene pare, ugljikovog dioksida, te u manjoj mjeri nekih drugih plinova (klorofluorougljici, metan i drugi) i odbija (reflektira) natrag prema Zemlji. Da nema učinka staklenika, temperatura bi na Zemlji bila –73°C. Zbog povećanog stvaranja ugljikovog dioksida industrijskim procesima (industrijska revolucija) posljednjih se stotinjak godina učinak staklenika povećava i dovodi do općeg zagrijavanja atmosfere, a samim time i klimatskih promjena. To je proces u kojem naš planet ne uspijeva održati ravnotežu između energije prikupljene sa Sunca i topline izračene u svemir. Plinovi čija je koncentracija porasla zagađenjem atmosfere odbijaju dio topline natrag na Zemlju, što izaziva podizanje temperature atmosfere ne bi li se uspostavila nova ravnoteža. Sličan proces odvija se u stakleniku, pa odatle i naziv.